# Kim Chaek
Kim Chaek (Sŏngjin, 14 agosto 1903 – Incheon, 31 gennaio 1951) è stato un rivoluzionario, politico e generale nordcoreano, e il suo vero nome era Kim Hong-gye.

## Biografia
Nacque a Sŏngjin, ribattezzata in suo onore dopo la sua morte con il suo nome. Aderì quasi subito al movimento di guerriglia coreano contro l'occupazione giapponese nel 1927 e combatté a fianco di Kim Il-sung in Manciuria. Nel 1932 entrò nell'appena fondato Esercito rivoluzionario popolare coreano. Si spostò in Unione Sovietica nel 1940 per fuggire dalle conquiste giapponesi dei rifugi partigiani. Da quel momento visse a Chabarovsk dove si ritrovò con Kim Il-sung e formò insieme a lui l'88ª brigata speciale dell'Armata Popolare Coreana. Tornò nel paese natale insieme ai sovietici e fu nominato secondo presidente del comitato centrale del Partito dei Lavoratori di Corea. Divenne anche ministro dell'industria e vice-primo ministro sotto il governo di Kim Il-sung nel 1948. Durante la Guerra di Corea fu comandante delle truppe nordcoreane sulle linee del fronte.
Kim fu purgato con l'accusa di essere stato il responsabile del fallimento nordcoreano durante la Battaglia di Incheon. Morì nel 1951 in seguito ad un bombardamento aereo statunitense. Diversi studiosi credono che la sua morte fu un assassinio in seguito ad una lotta di potere e che fu causata da un avvelenamento di gas e non da un bombardamento aereo.
Dopo la sua morte, la sua provincia e città natale furono rinominate Kimch'aek in suo onore per commemorare la sua vita e i suoi meriti. furono rinominate con il suo nome anche l'università di tecnologia, il complesso d'acciaio e ferro e lo stadio popolare.
Nel 1998 fu decorato postumo con il premio per la riunificazione nazionale dal governo della Corea del Nord.